# سفارة كمبوديا في الولايات المتحدة
سفارة كمبوديا في الولايات المتحدة هي أرفع تمثيل دبلوماسي لدولة كمبوديا لدى الولايات المتحدة. تقع السفارة في واشنطن العاصمة وهي تهدف لتعزيز المصالح الكمبودية في الولايات المتحدة.

## وصلات خارجية
- قائمة سفارات كمبوديا
- قائمة السفارات في الولايات المتحدة